# Waterlooplein metróállomás
A Waterlooplein metróállomás az amszterdami metró 51-es, 53-as és 54-es metróvonalának egyik állomása. 1980. október 11-én nyílt meg, 2016-ban pedig felújításon esett át. A három vonal, ami kiszolgálja együtt fut az Amsterdam Centraal állomástól kezdődően, majd később válnak szét. Közelében található a Nemzeti Opera.
A legközelebbi állomások Nieuwmarkt és Weesperplein.

## Átszállási kapcsolatok
| 51 (Centraal Station ↔ Isolatorweg) |                        |                                                       |
| 53 (Centraal Station ↔ Gaasperplas) |                        |                                                       |
| 54 (Centraal Station ↔ Gein)        |                        |                                                       |
| Állomás                             | Átszállási kapcsolatok | Fontosabb létesítmények                               |
| Waterlooplein                       | 14 246, N85, N87       | Nemzeti Opera Zsidótörténelmi Múzeum Rembrandt Múzeum |